# Agrupación Deportiva Ferroviaria
La Agrupación Deportiva Ferroviaria es un club deportivo de la ciudad de Madrid, España, que compite en la 2024-25 en la Segunda Categoría de Aficionados de la Comunidad de Madrid Grupo 17. Fue fundado como un club polideportivo en el mes de diciembre de 1918 en el seno del colegio de Huérfanos Ferroviarios, cuando un grupo de antiguos y actuales alumnos de la época deciden crearlo para conjugar la práctica de fútbol, atletismo, gimnasia y boxeo. 
Liderados y presididos por Leocadio Martín Ruiz, se establece la vestimenta de sus integrantes de un color negro en su totalidad y se crea un modesto campo en la calle de la Princesa desde donde, sin estar federados oficialmente, se inscribieron en el Campeonato de Tercera Categoría 1919-20. Su federación se produjo dos años después ya que era un requisito necesario para participar en la Segunda Categoría, suceso motivado por su ascenso a la citada competición y estrenando para la ocasión el Campo de Delicias.
El cambio en la vestimenta se produjo a mediados de la década de los años veinte adoptando un color azul celeste para las camisetas, y blanco para los calzones, siendo los colores que perdurarían hasta después de la guerra civil donde por motivos de la escasez de tejido con ese color, se pasó a vestir con el color azul royal.  El equipo llegó a competir en la Segunda División de España logrando su mejor actuación en la temporada 1939-40 finalizando como segundo clasificado del grupo IV. Sin embargo, debido a una reestructuración de las categorías españolas a cargo de la Federación perdió la categoría.
Es uno de los clubes polideportivos más reconocidos de Madrid, ganando varios campeonatos de España en sus diferentes modalidades deportivas. Pese a ello, su decadencia comenzó a partir de la década de los cincuenta, no pudiendo equipararse al resto de clubes de España, quedando como un club formativo o amateur compitiendo bajo tal circunstancia y siendo el fútbol una de sus ramas más destacadas.
Finalmente y tras ser uno de los equipos más longevos en España, cesó sus actividades futbolísticas en el año 2007 cuando se encontraba en la Segunda Categoría de Aficionados de la Comunidad de Madrid, aunque nunca llegó a disolverse.
En la temporada 2019-20 volvió a la competición en la Tercera Categoría de Aficionados de la Comunidad de Madrid, la octava categoría del fútbol español.
Actualmente compiten en la Segunda Categoría de Aficionados de la Comunidad de Madrid, presididos por Javier Puig.

## Historia

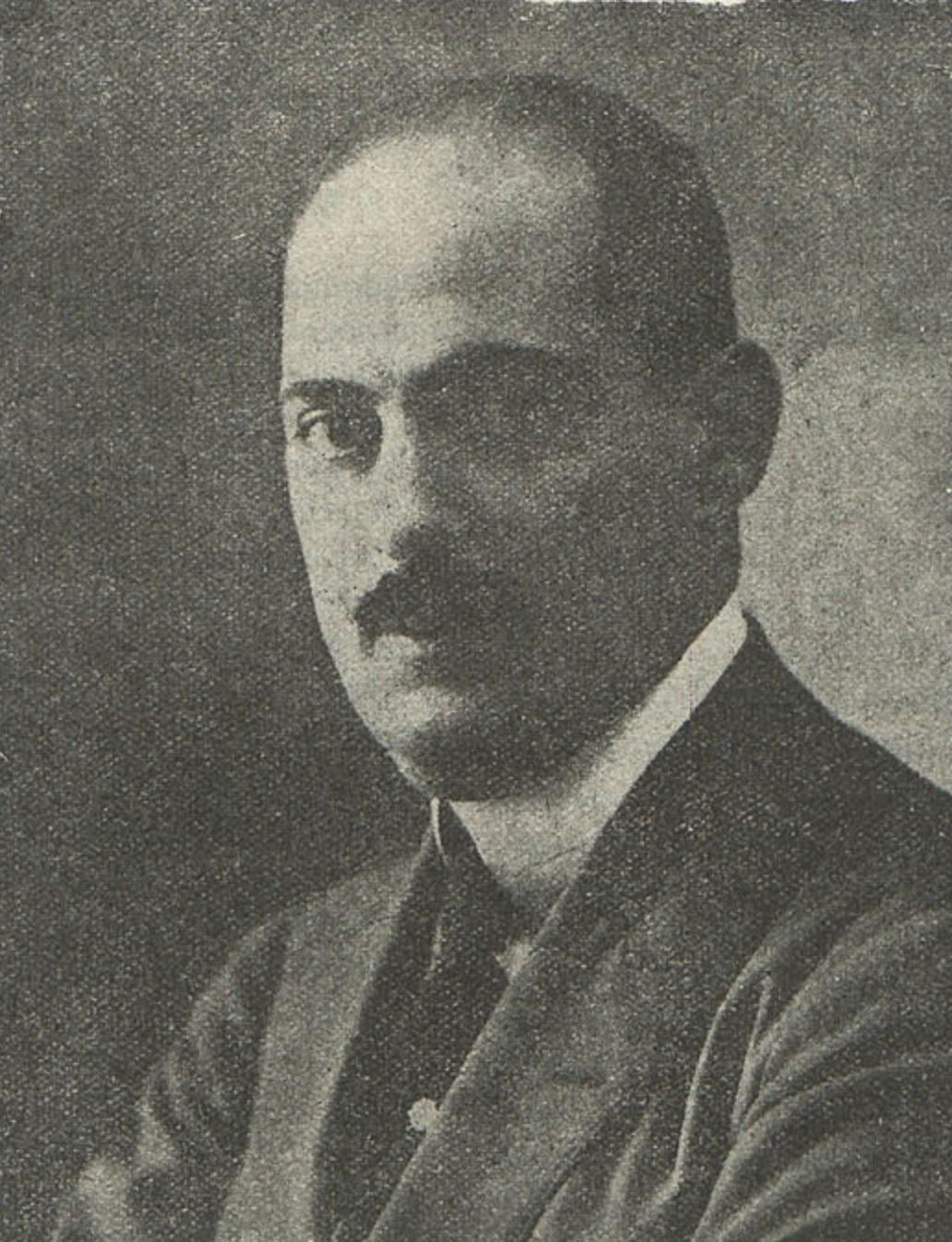
Retrato de Leocadio Martín Ruiz, fundador del equipo

La Agrupación Deportiva Ferroviaria se fundó en 1918 bajo el mismo nombre que conservó durante toda su historia.
Debuta en la Segunda División en la temporada 1939-40 pero desciende tras una edición por una reestructuración de la categoría, para volver un año después tras quedar como segundo clasificado en la Tercera Dvisión.
En la temporada 1942-43 desciende a la Tercera División, categoría donde permanece durante cinco temporadas hasta descender y jugar desde entonces en las categorías regionales. Sin embargo, durante ese período logró ser uno de los equipos más reconocidos del panorama madrileño al conquistar varios títulos del Campeonato de Castilla de Aficionados y del Campeonato de España de Aficionados, logros producidos tras absorber al Club Deportivo Mediodía en la temporada 1946-47.
Con el paso de los años el club no pudo competir con los más fuertes clubes madrileños decayendo en sus logros. Finalmente y tras ser uno de los equipos más longevos en España, dejó de competir en el año 2007 cuando se encontraba en la Segunda Categoría de Aficionados de la Comunidad de Madrid.
En la temporada 2019-20 volvió a la competición en la Tercera Categoría de Aficionados de la Comunidad de Madrid, la novena categoría del fútbol español. La publicación del libro con la historia del club escrito por el periodista Juan Carlos Casas dio pie a la vuelta a la competición. Con una nueva junta directiva compuesta por antiguos jugadores y dos personas ligadas al futbol aficionado: Manuel Blázquez y Luis Muñoz, se consiguió poner las bases de la regeneración del club tras diez años de letargo. Debutó el 15 de septiembre en los campos federativos de Ernesto Cotorruelo contra Marianistas Amorós "B" con una victoria por 1-0.
En mayo de 2025, el club lanzó una campaña de accionariado con el objetivo de consolidar su proyecto institucional y recuperar su campo propio en el barrio de Delicias, donde se encuentra el Museo del Ferrocarril. La iniciativa prevé la captación de hasta 3.900 accionistas, equivalentes al 39 % del capital social del club, mediante un modelo de préstamo mercantil a 20 años, con opción de conversión a acciones en caso de transformación en Sociedad Anónima Deportiva (SAD). Cada acción fue ofrecida por un valor aproximado de 250 euros, con un máximo de 25 por persona.
El proyecto cuenta con el apoyo de exfutbolistas como Míchel González, su hijo Adrián González y el exseleccionador nacional Vicente del Bosque, quien figura como socio de honor. También colabora la empresa estatal Renfe, que actúa como patrocinador institucional por el vínculo histórico entre el club y el sector ferroviario. El objetivo es construir una SAD que permita al club recuperar su estadio y escalar progresivamente hasta la Segunda División, una meta prevista para el año 2036.

## Uniforme
El primer uniforme de la agrupación fue totalmente negro, hasta que a mediados de la década de los años veinte se sustituyó por el uniforme que ya no cambiaría hasta nuestros días. Este estaba compuesto de camiseta azul y calzones blancos para todas sus ramas deportivas. Actualmente son vestidos por la marca Kappa, con su primer uniforme azul y blanco.
| 1918-20 | 1920-39 |  |

## Estadios
- Campo de la calle de la Princesa (1919-1921) (Propio)
- Campo de Delicias (1921-1947) (Propio)
- Cerro del Pimiento (1948-1950) (Federación)
- Gas (1950-1954)
- Ciudad Universitaria (1954-1982) (Federación)
- Ernesto Cotorruelo (1982-2008) (2019-2022) (Federación)
- Campo Municipal de San Blas (2022-2024)
- Campos federativos de Valdebernardo (2024-Actualidad)

## Historial
- Temporadas en 1.ª: 0
- Temporadas en 2.ª: 3
- Temporadas en 2ªB: 0
- Temporadas en 3.ª: 8
- Mejor puesto en la liga: 2.º (Segunda división temporada 39-40)

| Temp.   |   | Competición de liga Nivel | Categoría | Clasificación |           | Otras competiciones | Resultado |
| 1932/33 | 3 | Tercera División          | 4.º       |               |           |                     |           |
| 1933/34 | 3 | Tercera División          | 1.º       |               |           |                     |           |
| 1939/40 | 2 | Segunda División          | 2.º       | Copa          | 1/16.º    |                     |           |
| 1940/41 | 3 | Tercera División          | 2.º       | Copa          | 2.ª ronda |                     |           |
| 1941/42 | 2 | Segunda División          | 7.º       | Copa          | 1.ª ronda |                     |           |
| 1942/43 | 2 | Segunda División          | 7.º       |               |           |                     |           |
| 1943/44 | 3 | Tercera División          | 8.º       | Copa          | 2.ª ronda |                     |           |
| 1944/45 | 3 | Tercera División          | 3         | Copa          | 7.º       |                     |           |
| 1945/46 | 3 | Tercera División          | 5.º       |               |           |                     |           |
| 1946/47 | 3 | Tercera División          | 4.º       |               |           |                     |           |
| 1947/48 | 3 | Tercera División          | 13.º      | Copa          | 2.ª ronda |                     |           |
| 2007/08 | 7 | 2.ª Aficionados           | Retirado  |               |           |                     |           |
| 2019/20 | 9 | 3.ª Aficionados           | 4.º       |               |           |                     |           |
| 2020/21 | 9 | 3.ª Aficionados           | 8.º       |               |           |                     |           |
| 2021/22 | 9 | 3.ª Aficionados           | 4.º       |               |           |                     |           |
| 2022/23 | 9 | 3.ª Aficionados           | 6.º       |               |           |                     |           |
| 2023/24 | 9 | 3.ª Aficionados           | 4.º       |               |           |                     |           |

## Otras secciones deportivas
Desde su fundación el club tuvo un marcado carácter polideportivo. Así, además del fútbol, la entidad contaba con una sección de atletismo, de boxeo, de gimnasia y de rugby —creada en febrero de 1925 y celebrando su primer partido el día 25—. Entre las citadas cuatro últimas, la sección de atletismo fue la más destacada, donde llegaron a conquistar varios campeonatos de España por equipos contando en sus filas con destacados atletas.

## Palmarés
- Copa Luzán
- Campeón de Castilla
- Campeonato de España de Aficionados (2): 1946, 1947